# 迦楼羅

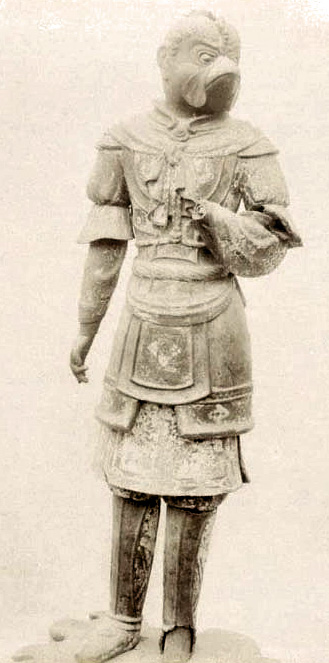
迦楼羅像（興福寺）

迦楼羅（かるら）は、インド神話のガルダを前身とする、仏教の守護神。八部衆、後には二十八部衆の一員となった。「迦楼羅」の音写はパーリ語に由来する。迦楼羅天、迦楼羅王とも呼ばれる。食吐悲苦鳥（じきとひくちょう）と漢訳される｡別名、金翅鳥（こんじちょう）というが、これはガルダが金の翅を持つ所からインド神話に登場する鳥「スパルナ 蘇鉢剌尼」と同一視されたため生まれた漢訳語である。
インド神話の神鳥ガルダが仏教に取り込まれ、仏法守護の神となった。口から火を吹き、金色の翼を広げると336万里にも達するとされる。一般的には、鳥頭人身の二臂と四臂があり、龍や蛇を踏みつけている姿の像容もある。鳥頭人身有翼で、篳篥や横笛を吹く姿もある。
また那羅延天の乗り物として背に乗せた姿で描かれる。これは前身のガルダが那羅延天の前身ヴィシュヌ神の乗り物であった事に由来する。
仏教において、毒蛇は雨風を起こす悪龍とされ、煩悩の象徴といわれる為、龍（毒蛇）を常食としている迦楼羅は、毒蛇から人を守り、龍蛇を喰らうように衆生の煩悩（三毒）を喰らう霊鳥として信仰されている。密教では、迦楼羅を本尊とした修法で降魔、病除、延命、防蛇毒に効果があるとする。また、祈雨、止風雨の利益（りやく）があるとされる。
不動明王背後の炎は迦楼羅の吐く炎、または迦楼羅そのものの姿であるとされ「迦楼羅焔」（かるらえん）と呼ばれる。

## ギャラリー

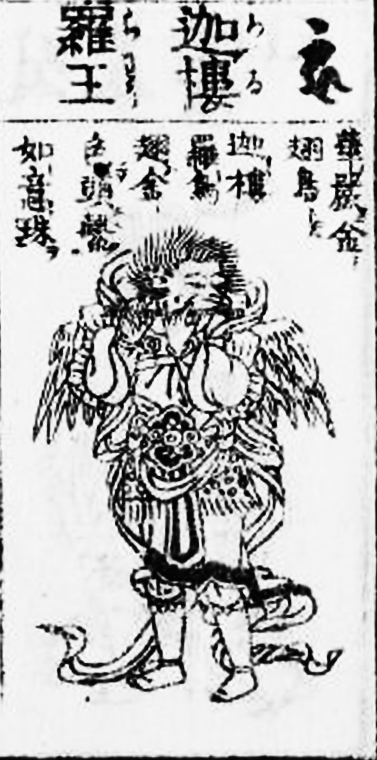
迦楼羅王（仏像図彙）
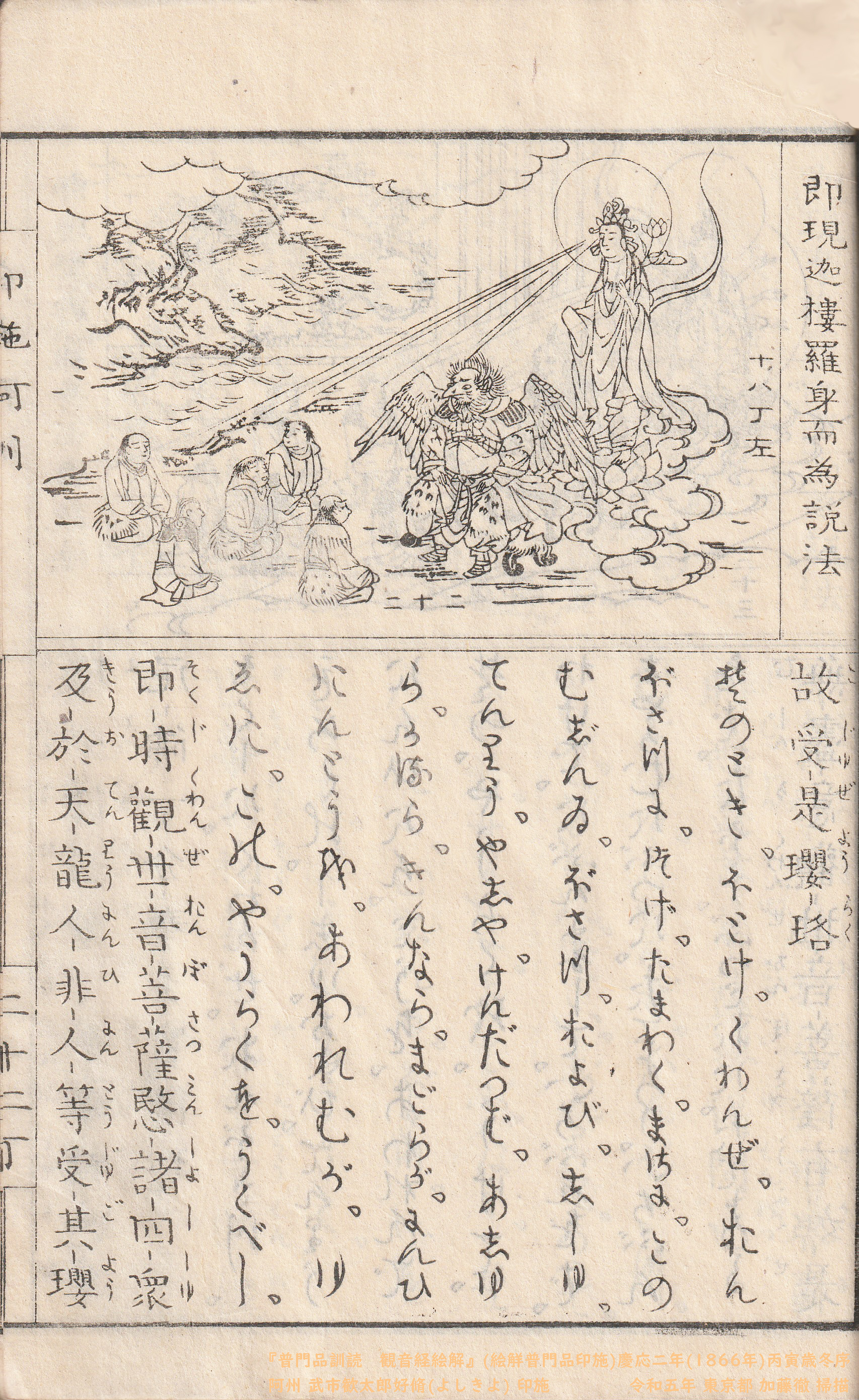
説法する迦楼羅（背後には観音菩薩）

## 種子・真言
三昧耶形で表される場合は楽器で、種子（種子字）は「ガ」である。
- オン・ガルダヤ（ギャロダヤ）・ソワカ
- オン・キシハ・ソワカ
- オン・ハキシャ・ソワカ[4]